# In Your Area World Tour
In Your Area World Tour (cũng được biết đến với tên gọi Blackpink World Tour [In Your Area]) là chuyến lưu diễn hòa nhạc vòng quanh thế giới đầu tiên và cũng là chuyến lưu diễn thứ hai của nhóm nhạc nữ Hàn Quốc Blackpink. Tour bắt đầu vào ngày 10 tháng 11 năm 2018 tại Seoul, Hàn Quốc và kết thúc vào ngày 22 tháng 2 năm 2020 tại Fukuoka, Nhật Bản, trình diễn những bài hát nằm trong các album Square Up (2018) và Kill This Love (2019). Tour diễn đã đi qua tổng cộng 18 đất nước và 26 thành phố trên toàn thế giới. Tour đã bán được 472.138 vé và doanh thu đạt được 56,8 triệu đô la thông qua 36 show diễn. Trở thành tour diễn đạt doanh thu cao nhất bởi một nhóm nhạc nữ Hàn Quốc.

## Bối cảnh

### Blackpink 2018 Tour [In Your Area] Seoul x BC Card
Vào ngày 12 tháng 9, YG Entertainment thông báo rằng nhóm sẽ tổ chức concert đầu tiên tại Seoul với tên gọi "Blackpink 2018 Tour [In Your Area] Seoul x BC Card" vào ngày 11-12 tháng 11 tại Nhà thi đấu Thể dục dụng cụ Olympic. YG Entertainment tiết lộ rằng 'In Your Area' được các thành viên chọn làm tên cho tour diễn lần này. Vé pre-order được bán ưu tiên cho các thành viên trong fanclub của nhóm (fanclub được mở chính thức tại Hàn Quốc) vào ngày 14 tháng 9 thông qua Auction Ticket, và vào ngày 18 tháng 9 bán vé cho rộng rãi cho tất cả mọi người. Mỗi thành viên của nhóm đóng vai trò tích cực trong việc đưa ra các ý tưởng cho buổi concert. Tất cả 20.000 vé cho hai đêm diễn đã nhanh chóng được bán hết.
Trong 2 ngày tổ chức concert tại Seoul, thành viên Jennie đã lần đầu tiên trình diễn bài hát ra mắt solo của cô "Solo", trong khi bài hát sẽ được phát hành chính thức vào ngày 12 tháng 11 năm 2018. Blackpink đã phát hành live album bao gồm 14 bài hát được thu âm trong buổi diễn ở concert tại Seoul, Blackpink 2018 Tour In Your Area Seoul, vào ngày 30 tháng 8 năm 2019.

### Blackpink 2019–2020 World Tour [In Your Area]
Vào ngày 31 tháng 10 năm 2018, Blackpink đã thông báo ngày của tour diễn cho chặng ở châu Á, với các ngày tại Bangkok, Jakarta, Manila, Singapore và Kuala Lumpur bắt đầu từ giữa tháng 1 năm 2019. Vào ngày 28 tháng 1 năm 2019, Blackpink chính thức thông báo ngày của concert và địa điểm cho chặng ở châu Âu. Tour bắt đầu tại Amsterdam vào ngày 18 tháng 5 năm 2019. Nhóm sau đó đã chia sẻ thông tin cho chặng dừng chân tiếp theo tại Bắc Mỹ, vào ngày 11 tháng 2 năm 2019 thông qua mạng xã hội. Chặng Bắc Mỹ bắt đầu tại Los Angeles vào ngày 17 tháng 4, ở giữa 2 tuần của Coachella nơi nhóm biểu diễn. Vào ngày 22 tháng 2 năm 2019, được thông báo rằng tất cả 60.000 vé cho tour diễn đầu tiên tại Bắc Mỹ của nhóm đã chính thức được bán hết. Blackpink thông báo ngày diễn tại Australia vào ngày 25 tháng 2. Kia Motors là đơn vị tài trợ chính thức của nhóm trong tour diễn đợt này.
Vào ngày 15 tháng 4, nhóm thông báo rằng sẽ tổ chức tổng cộng 4 đêm diễn dome tại 3 thành phố ở Nhật Bản, bắt đầu ở Tokyo vào ngày 4 tháng 12 năm 2019. Vào ngày 22 tháng 1 năm 2020, nhóm thông báo rằng đêm diễn cuối cùng của tour được diễn ra tại Fukuoka Dome sẽ được phát sóng trực tiếp tại 96 rạp chiếu phim ở Nhật Bản để đền đáp lại sự ủng hộ nhiệt tình từ người hâm mộ. Một live album, DVD và Blu-ray của Tokyo Dome concert, Blackpink 2019–2020 World Tour In Your Area – Tokyo Dome –, được phát hành vào ngày 6 tháng 5 năm 2020. DVD xếp vị trí thứ nhất trên Oricon DVD Weekly Chart (4–10 tháng 5).

## Hiệu suất thương mại
In Your Area World Tour trở thành tour diễn thành công nhất của nhóm nhạc nữ Hàn Quốc trong lịch sử. Với tỉ lệ lắp đầy chỗ ngồi là 96.6% cho 32 buổi diễn, bao gồm các buổi diễn tại Nhật Bản. Trong số đó, 22 buổi diễn tại các thành phố là Bangkok, Jakarta, Manila, Singapore, Kuala Lumpur, Los Angeles, Chicago, Hamilton, Newark, Atlanta, Fort Worth, London, Paris, Macau, và Melbourne đều đã tẩu tán sạch vé. Toàn bộ bốn buổi diễn tại sân vận động mái vòm ở thị trường Nhật Bản cũng đều đã bán hết.

## Giải thưởng
| Tổ chức                     | Giải thưởng              | Kết quả   | Nguồn  |
| --------------------------- | ------------------------ | --------- | ------ |
| Teen Choice Award           | Choice Summer Tour       | Đề cử     | [ 20 ] |
| 45th People's Choice Awards | The Concert Tour of 2019 | Đoạt giải | [ 21 ] |

## Danh sách trình diễn
Main Set

Act 1
1. "Ddu-Du Ddu-Du"
2. "Forever Young"
3. "Stay" (Band Rearranged ver.)
4. "Sure Thing" (Miguel cover)
5. "Whistle"

Act 2
1. "Clarity" (Zedd cover) (Jisoo Solo)
2. "I Like It / Faded / Attention" (Lisa Solo)
3. "Let It Be / You & I / Only Look At Me" (Rosé Solo)
4. "Solo" (Jennie Solo)

Act 3
1. "Kiss and Make Up" (Dua Lipa cover)
2. "So Hot" (THEBLACKLABEL Remix) (Wonder Girls cover)
3. "Really"
4. "See U Later" (Extended Outro)

Act 4
1. "Playing with Fire"
2. "16 Shots" (Stefflon Don cover)
3. "Boombayah"
4. "As If It's Your Last"

Encore
1. "Whistle" (Rock ver.)
2. "Ddu-Du Ddu-Du" (Band ver.)
3. "Stay" (Original ver.)

Main Set

Act 1
1. "Ddu-Du Ddu-Du"
2. "Forever Young" (Extended Intro)
3. "Stay" (Remix ver.)
4. "Whistle"

Act 2
1. "Clarity" (Zedd cover) (Jisoo Solo)
2. "Take Me / Swalla" (Lisa Dance Solo)
3. "Let It Be / You & I / Only Look At Me" (Rosé Solo)
4. "Solo" (Jennie Solo)

Act 3
1. "Kiss and Make Up" (Dua Lipa cover)
2. "So Hot" (THEBLACKLABEL Remix) (Wonder Girls cover)
3. "Playing with Fire"
4. "Really"
5. "See U Later" (Extended Outro)

Act 4
1. "16 Shots" (Stefflon Don cover)
2. "Boombayah"
3. "As If It's Your Last"

Encore
1. "Ddu-Du Ddu-Du" (Reprise)
2. "Stay"

Main Set

Act 1
1. "Ddu-Du Ddu-Du"
2. "Forever Young"
3. "Stay" (remixed version)
4. "Whistle"

Act 2
1. "Let It Be / You & I / Only Look At Me" (Rosé solo)
2. "Take Me / Swalla" (Lisa solo dance number)
3. "Clarity" (Zedd cover) (Jisoo solo)
4. "Solo" (Jennie solo)

Act 3
1. "Kill This Love"
2. "Don't Know What to Do"
3. "Kiss and Make Up"
4. "Really"
5. "See U Later"

Act 4
1. "Playing with Fire"
2. "Kick It"
3. "Boombayah"
4. "As If It's Your Last"

Encore
1. "Ddu-Du Ddu-Du" (remixed version)
2. "Hope Not"

Main Set

Act 1
1. "Ddu-Du Ddu-Du"
2. "Forever Young"
3. "Stay" (remixed version)
4. "Whistle"

Act 2
1. "Someone You Loved" (Lewis Capaldi cover) (Rosé solo)
2. "Good Thing / Señorita" (Lisa solo dance)
3. "How can I love the heartbreak, you're the one I love" (AKMU cover) (Jisoo solo)
4. "Solo" (Jennie solo)

Act 3
1. "Kill This Love"
2. "Don't Know What to Do"
3. "Kiss and Make Up"
4. "Really"
5. "See U Later"

Act 4
1. "Playing with Fire"
2. "Kick It"
3. "Boombayah"
4. "As If It's Your Last"

Encore
1. "Ddu-Du Ddu-Du" (remixed version)
2. "Whistle" (acoustic version)
3. "Hope Not"

- Trong buổi diễn ở Los Angeles, nhóm trình diễn "Whistle (Acoustic ver.) thay cho phiên bản gốc. Trong buổi encore, "Stay" được trình diễn thay cho "Hope Not".
- Trong show diễn đầu tiên ở Newark, Dua Lipa đã tham gia trình diễn "Kiss and Make Up" cùng với BlackPink.[22]
- Trong show diễn ở Manchester, BlackPink đã có một số điều chỉnh trong màn trình diễn của nhóm tránh gây nên những ký ức đau buồn từ sự việc Vụ đánh bom tại Manchester Arena vào 2 năm trước, và cũng nhằm tôn trọng đến việc kỷ niệm 2 năm ngày vụ việc này xảy ra. Đặc biệt, "Ddu-Du Ddu-Du" được xóa khỏi danh sách trình diễn, lời bài hát của "Whistle" và vũ đạo "Kill This Love" đã được thay đổi. Trong phân encore, nhóm đã trình diễn "Stay" cho các nạn nhân đã thiệt mạng và những người bị ảnh hưởng bởi cuộc tấn công, màn trình diễn khác là "Don't Know What To Do" cũng đã được thêm vào.[23]
- Trong buổi biểu diễn tại Melbourne và Sydney, Rosé đã thêm bài hát "Coming Home" vào màn trình diễn của mình.
- Trong buổi biểu diễn tại Sydney, "Stay" đã được thêm vào màn trình diễn encore.

## Ngày
| Ngày                 | Thành phố    | Quốc gia    | Địa điểm                                  | Khán giả        | Doanh thu   |
| Châu Á               | Châu Á       | Châu Á      | Châu Á                                    | Châu Á          | Châu Á      |
| -------------------- | ------------ | ----------- | ----------------------------------------- | --------------- | ----------- |
| 10 tháng 11 năm 2018 | Seoul        | Hàn Quốc    | Nhà thi đấu Thể dục dụng cụ Olympic       | 21.125          | $1.865.309  |
| 11 tháng 11 năm 2018 | Seoul        | Hàn Quốc    | Nhà thi đấu Thể dục dụng cụ Olympic       | 21.125          | $1.865.309  |
| 11 tháng 1 năm 2019  | Băng Cốc     | Thái Lan    | Impact Arena                              | 29.241          | $4.231.009  |
| 12 tháng 1 năm 2019  | Băng Cốc     | Thái Lan    | Impact Arena                              | 29.241          | $4.231.009  |
| 13 tháng 1 năm 2019  | Băng Cốc     | Thái Lan    | Impact Arena                              | 29.241          | $4.231.009  |
| 19 tháng 1 năm 2019  | Jakarta      | Indonesia   | Trung tâm hội nghị và triển lãm Indonesia | 16.260          | $2.160.298  |
| 20 tháng 1 năm 2019  | Jakarta      | Indonesia   | Trung tâm hội nghị và triển lãm Indonesia | 16.260          | $2.160.298  |
| 26 tháng 1 năm 2019  | Hồng Kông    | Trung Quốc  | AsiaWorld–Arena                           | 9.690           | $1.331.229  |
| 2 tháng 2 năm 2019   | Manila       | Philippines | Mall of Asia Arena                        | 8.469           | $1.651.297  |
| 15 tháng 2 năm 2019  | Singapore    | Singapore   | Sân vận động trong nhà Singapore          | 8.076           | $1.380.122  |
| 23 tháng 2 năm 2019  | Kuala Lumpur | Malaysia    | Sân vận động trong nhà Malawati           | 15.504          | $2.133.735  |
| 24 tháng 2 năm 2019  | Kuala Lumpur | Malaysia    | Sân vận động trong nhà Malawati           | 15.504          | $2.133.735  |
| 3 tháng 3 năm 2019   | Đài Bắc      | Đài Loan    | Nhà thi đấu Lâm Khẩu                      | 8.774           | $1.211.700  |
| Bắc Mỹ               |              |             |                                           |                 |             |
| 17 tháng 4 năm 2019  | Inglewood    | Hoa Kỳ      | The Forum                                 | 12.245          | $1.876.188  |
| 24 tháng 4 năm 2019  | Rosemont     | Hoa Kỳ      | Allstate Arena                            | 11.417          | $1.815.062  |
| 27 tháng 4 năm 2019  | Hamilton     | Canada      | Trung tâm FirstOntario                    | 10.704          | $1.434.093  |
| 1 tháng 5 năm 2019   | Newark       | Hoa Kỳ      | Trung tâm Prudential                      | 22.944          | $3.219.636  |
| 2 tháng 5 năm 2019   | Newark       | Hoa Kỳ      | Trung tâm Prudential                      | 22.944          | $3.219.636  |
| 5 tháng 5 năm 2019   | Duluth       | Hoa Kỳ      | Trung tâm Infinite Energy                 | 9.180 / 9.339   | $1.518.063  |
| 8 tháng 5 năm 2019   | Fort Worth   | Hoa Kỳ      | Trung tâm Hội nghị Fort Worth             | 9.107           | $1.321.716  |
| Châu Âu              |              |             |                                           |                 |             |
| 18 tháng 5 năm 2019  | Amsterdam    | Hà Lan      | AFAS Live                                 | 5.272           | $876.725    |
| 21 tháng 5 năm 2019  | Manchester   | Anh         | Manchester Arena                          | 5.424 / 6.121   | $682.256    |
| 22 tháng 5 năm 2019  | Luân Đôn     | Anh         | SSE Arena, Wembley                        | 9.968 / 10.074  | $1.421.480  |
| 24 tháng 5 năm 2019  | Berlin       | Đức         | Hội trường Max Schmeling                  | 7.722           | $1.159.480  |
| 26 tháng 5 năm 2019  | Paris        | Pháp        | Zénith Paris                              | 6.224           | $915.475    |
| 28 tháng 5 năm 2019  | Barcelona    | Tây Ban Nha | Palau Sant Jordi                          | 8.344           | $1.049.951  |
| Châu Á               |              |             |                                           |                 |             |
| 8 tháng 6 năm 2019   | Ma Cao       | Trung Quốc  | Cotai Arena                               | 10.081          | $1.648.814  |
| Châu Đại Dương       |              |             |                                           |                 |             |
| 13 tháng 6 năm 2019  | Melbourne    | Úc          | Rod Laver Arena                           | 12.173          | $1.191.196  |
| 15 tháng 6 năm 2019  | Sydney       | Úc          | Qudos Bank Arena                          | 14.317 / 14.491 | $1.542.850  |
| Châu Á               |              |             |                                           |                 |             |
| 12 tháng 7 năm 2019  | Băng Cốc     | Thái Lan    | Impact Arena                              | 28.776          | $4.284.344  |
| 13 tháng 7 năm 2019  | Băng Cốc     | Thái Lan    | Impact Arena                              | 28.776          | $4.284.344  |
| 14 tháng 7 năm 2019  | Băng Cốc     | Thái Lan    | Impact Arena                              | 28.776          | $4.284.344  |
| 4 tháng 12 năm 2019  | Tokyo        | Nhật Bản    | Tokyo Dome                                | 50.369          | $4.302.670  |
| 4 tháng 1 năm 2020   | Osaka        | Nhật Bản    | Kyocera Dome                              | 81.931          | $7.220.353  |
| 5 tháng 1 năm 2020   | Osaka        | Nhật Bản    | Kyocera Dome                              | 81.931          | $7.220.353  |
| 22 tháng 2 năm 2020  | Fukuoka      | Nhật Bản    | Fukuoka Dome                              | 38.846          | $3.311.234  |
| Tổng cộng            | Tổng cộng    | Tổng cộng   | Tổng cộng                                 | 472.183         | $56.756.285 |

## Buổi biểu diễn bị hủy
| Ngày               | Thành phố  | Quốc gia | Địa điểm                      | Lý do |
| ------------------ | ---------- | -------- | ----------------------------- | ----- |
| 9 tháng 5 năm 2019 | Fort Worth | Hoa Kỳ   | Trung tâm Hội nghị Fort Worth | —     |

## Nhân viên
- Nghệ sĩ: Jisoo, Jennie, Rosé, Lisa
- Ban nhạc: 
  - Omar Dominick (Bass)
  - Dante Jackson (Keyboard)
  - Justin Lyons (Guitar)
  - Bennie Rodgers II (Drums)

## Live album
Hai live album được phát hành là In Your Area World Tour: Blackpink 2018 Tour 'In Your Area' Seoul, và Blackpink 2019–2020 World Tour in Your Area – Tokyo Dome.

### Blackpink 2018 Tour 'In Your Area' Seoul
Blackpink 2018 Tour 'In Your Area' Seoul (được viết cách điệu) là live album thứ hai của nhóm nhạc nữ Hàn Quốc Blackpink, được phát hành vào ngày 8 tháng 8 năm 2019 dưới dạng DVD và vào ngày 30 tháng 8 năm 2019 trên kĩ thuật số và các nền tảng phát nhạc trực tuyến.

#### Credit từApple Music[39]
1. Ddu-Du Ddu-Du (Live)
2. Forever Young (Live)
3. Stay (Remix Version) [Live]
4. Whistle (Live)
5. You & I + Only Look At Me (Live)
6. Solo (Live)
7. Really (Reggae Version) [Live]
8. See U Later (Live)
9. Playing with Fire (Live)
10. Boombayah (Live)
11. As If It's Your Last (Live)
12. Whistle (Remix Version) [Live]
13. Ddu-Du Ddu-Du (Remix Version) [Live]
14. Stay (Live)

### Blackpink 2019–2020 World Tour in Your Area – Tokyo Dome
Blackpink 2019–2020 World Tour in Your Area – Tokyo Dome (được viết cách điệu) là live album thứ ba của nhóm nhạc nữ Hàn Quốc Blackpink, được phát hành vào ngày 14 tháng 5 năm 2020.

#### Danh sách bài hát
Credit từ Apple Music
1. Ddu-Du Ddu-Du (phiên bản tiếng Nhật) [Live]
2. Forever Young (phiên bản tiếng Nhật) [Live]
3. Stay (Remix Version) [phiên bản tiếng Nhật] [Live]
4. Whistle (phiên bản tiếng Nhật) [Live]
5. Kill This Love (phiên bản tiếng Nhật) [Live]
6. Don’t Know What To Do (phiên bản tiếng Nhật) [Live]
7. Really (phiên bản tiếng Nhật) [Live]
8. See U Later (phiên bản tiếng Nhật) [Live]
9. Playing With Fire (phiên bản tiếng Nhật) [Live]
10. Kick It (phiên bản tiếng Nhật) [Live]
11. Boombayah (phiên bản tiếng Nhật) [Live]
12. As If It's Your Last (phiên bản tiếng Nhật) [Live]

## Hình ảnh

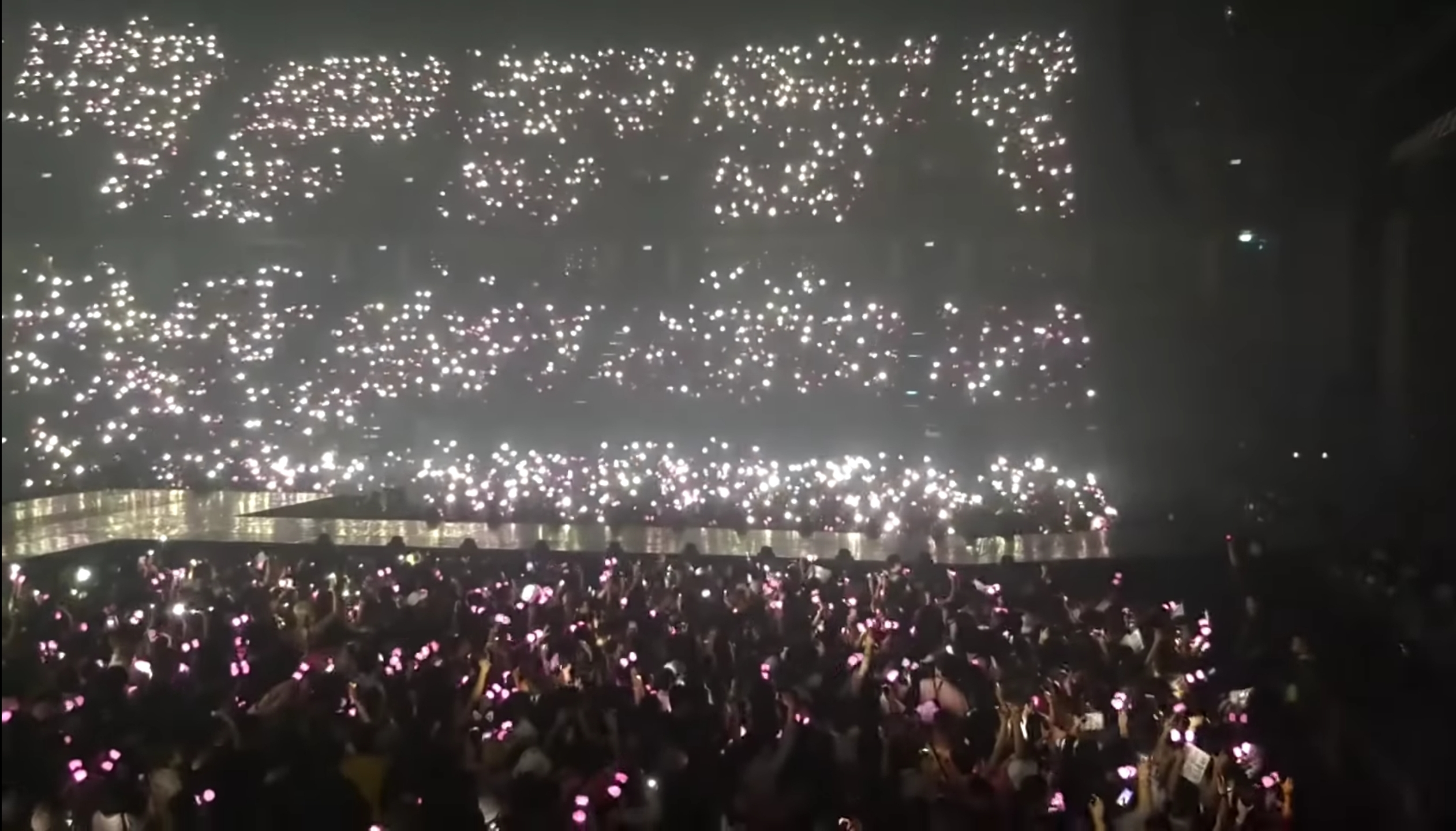
Hàng nghìn khán giả trong buổi diễn tại Băng Cốc, Thái Lan vào ngày 12 tháng 1 năm 2019.
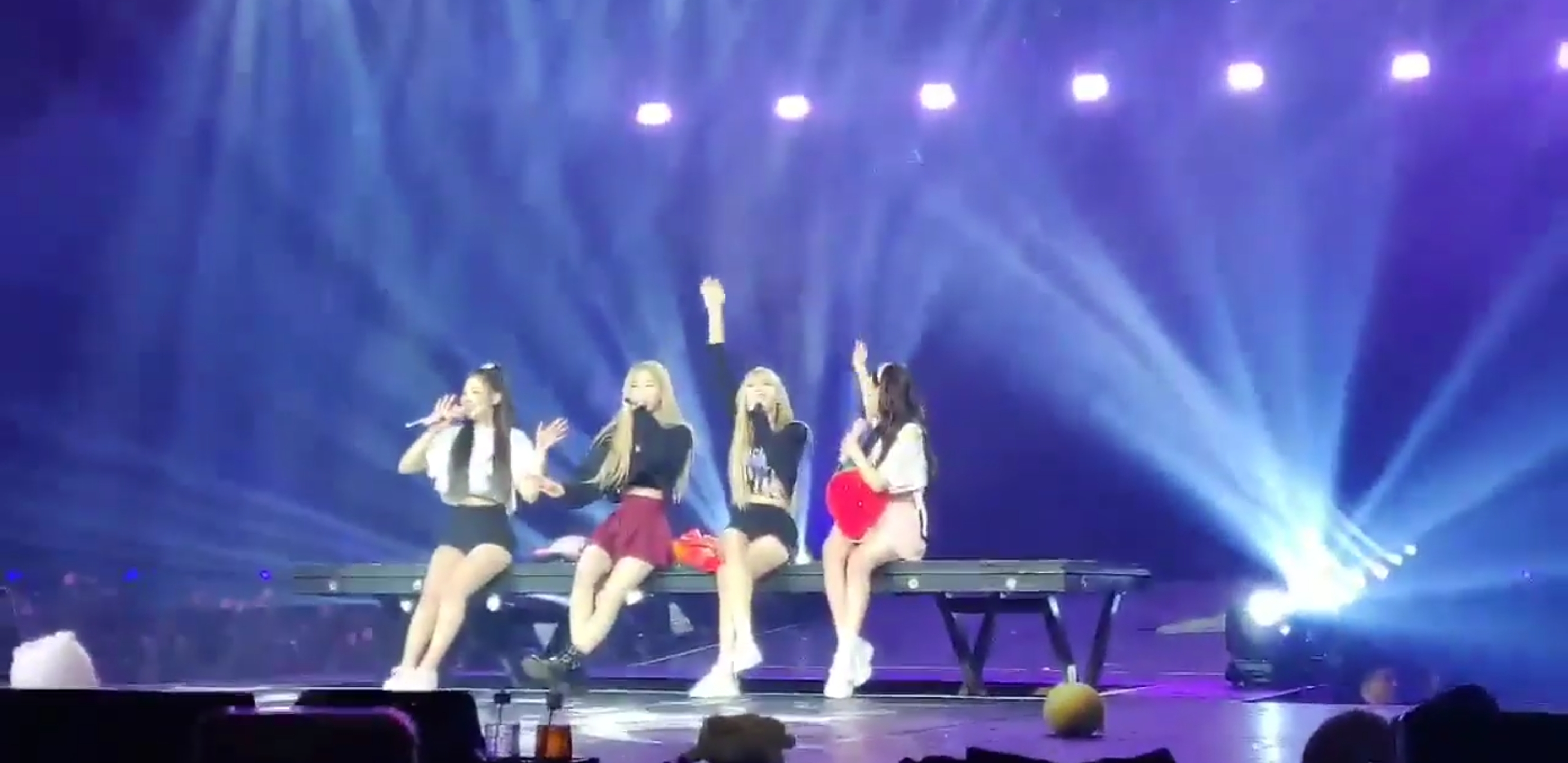
Blackpink trình diễn tại buổi diễn của nhóm ở Manila, Philippines vào ngày 2 tháng 2 năm 2019.
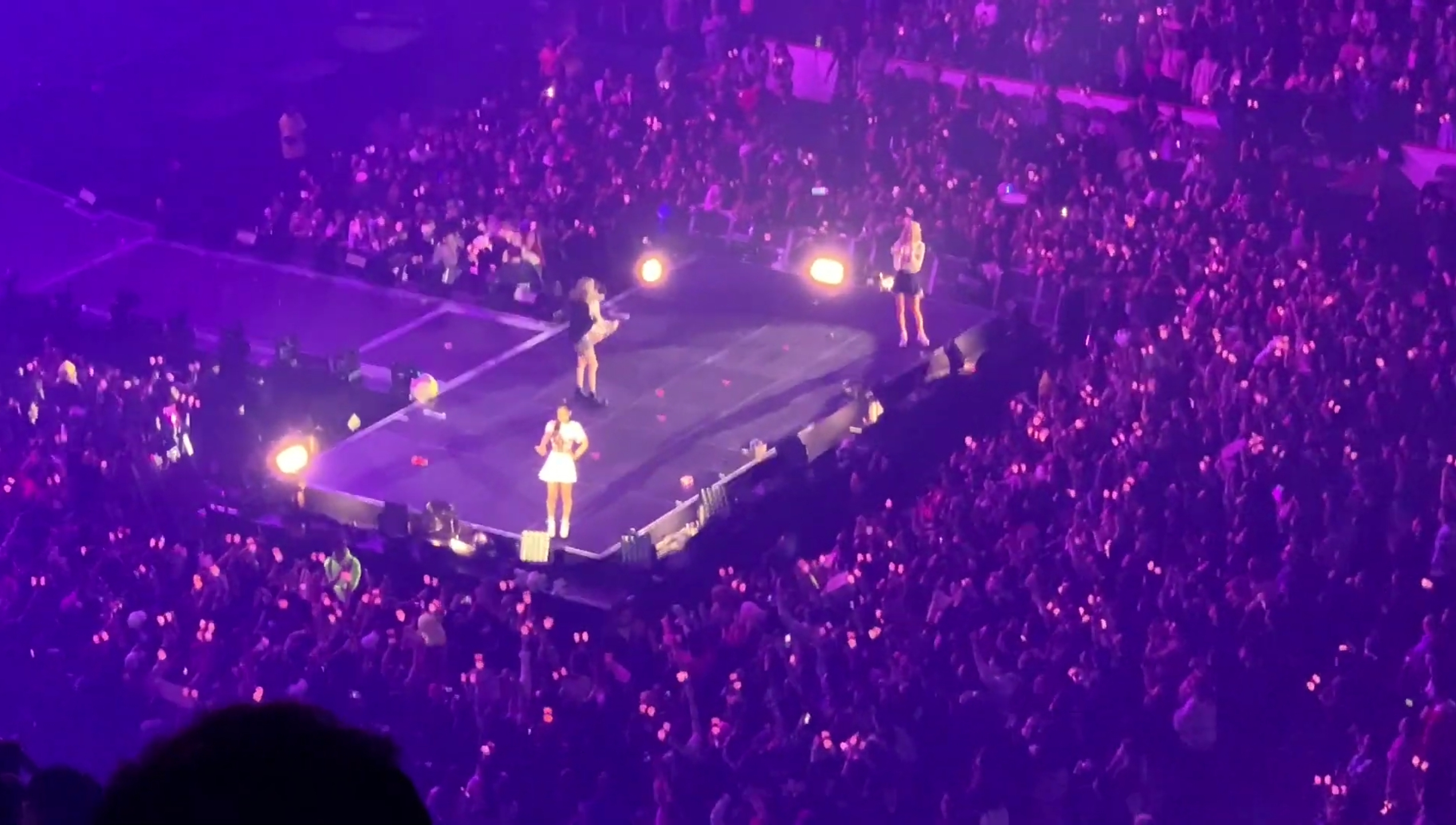
In Your Area World Tour tại Toronto, Canada vào ngày 27 tháng 4 năm 2019.
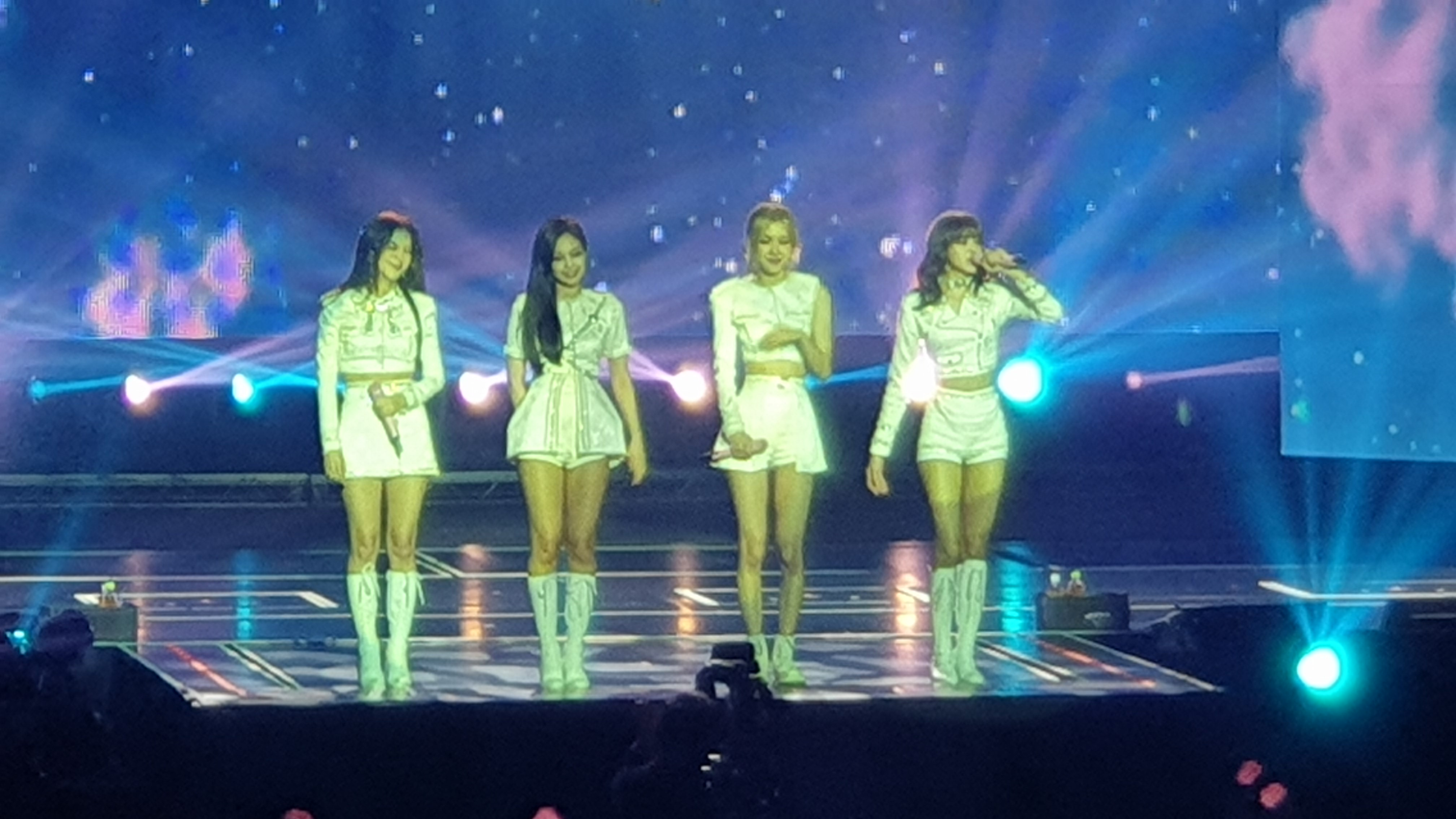
In Your Area World Tour tại Amsterdam, Hà Lan vào ngày 18 tháng 5 năm 2019.
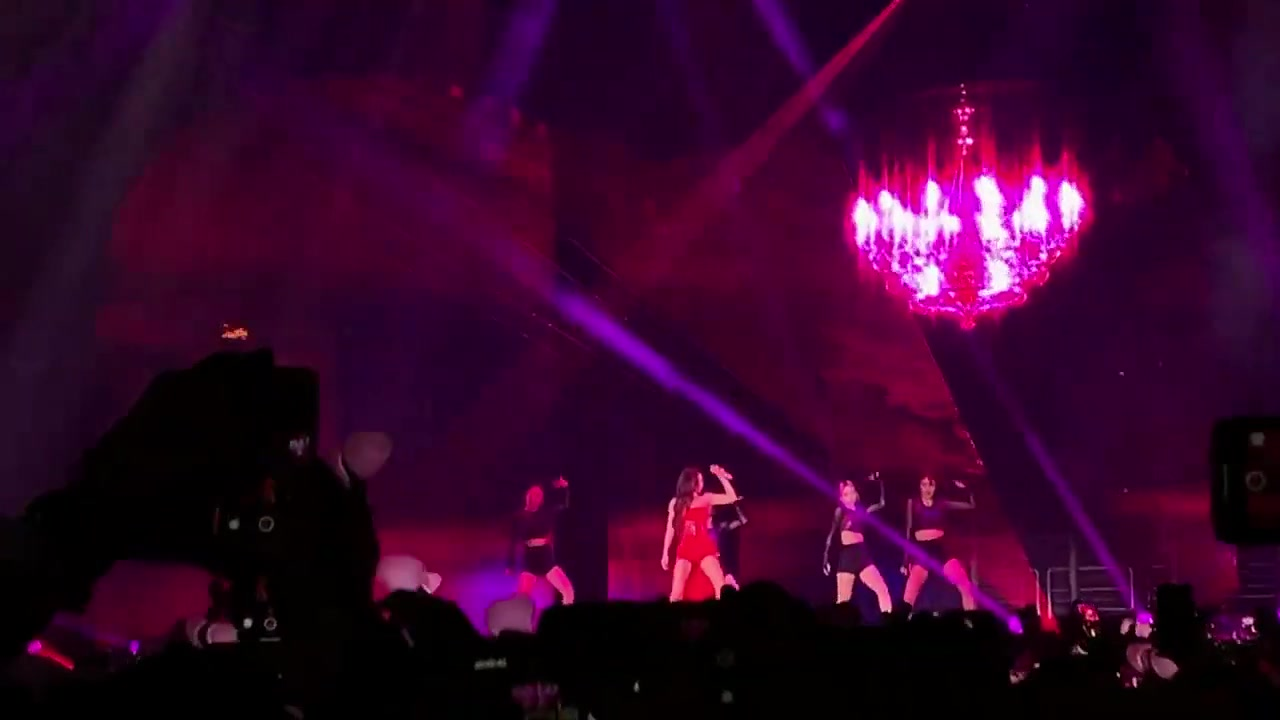
Jennie trình diễn màn solo "Solo" tại buổi diễn ở Los Angeles.
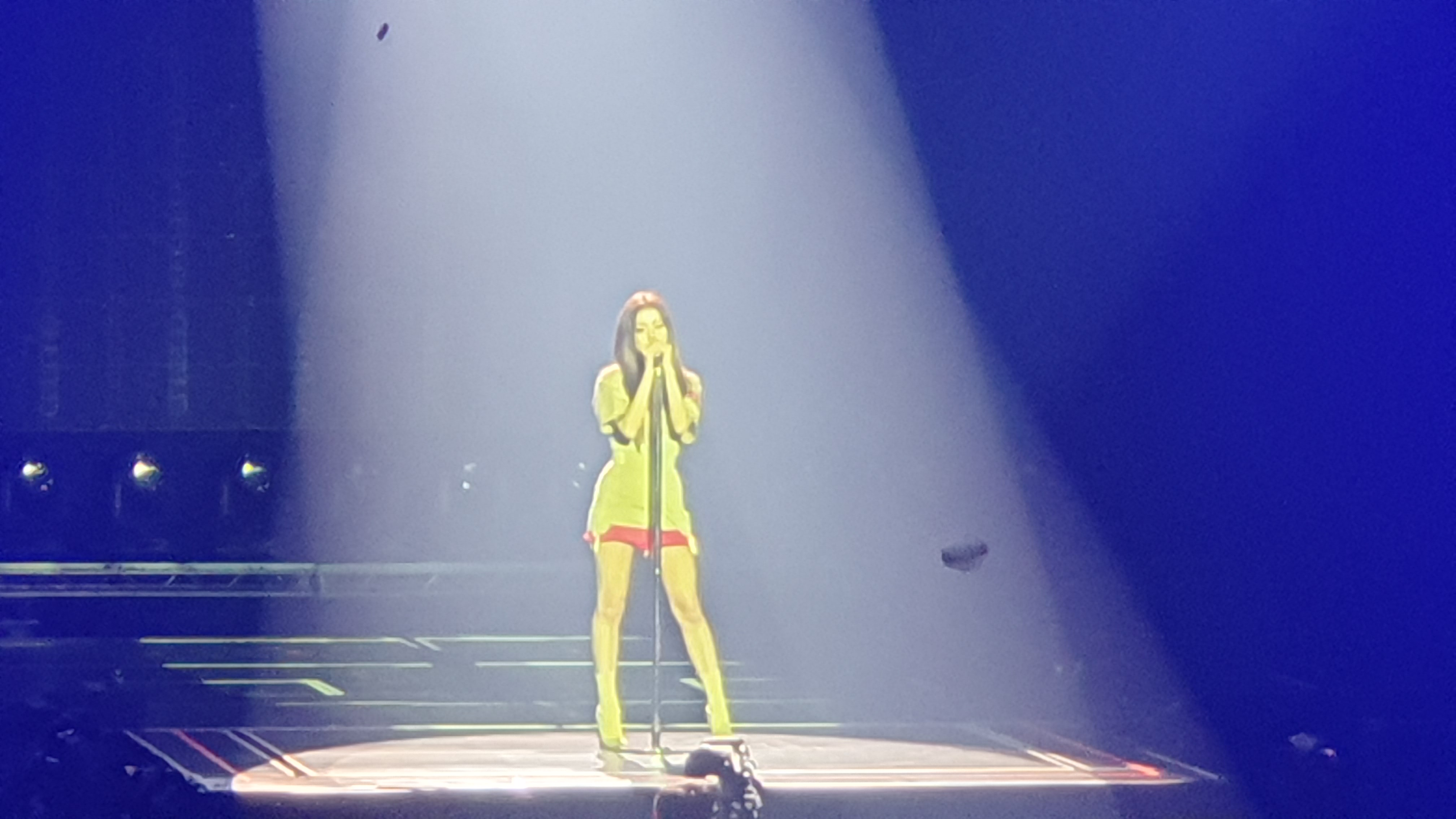
Jisoo đã trình diễn màn cover bài hát "Clarity" cho sân khấu solo ở buổi diễn tại Amsterdam.